# Lac de Lona
Der  Lac de Lona ist ein Bergsee im Val d’Anniviers im Kanton Wallis, Schweiz. Der See liegt auf einer Höhe von 2640 m ü. M. oberhalb von Grimentz auf der Hochebene von Lona. Er ist dort der grösste von rund 15 Bergseen. Ein oberirdischer Abfluss ist nicht sichtbar.
Der türkisfarbene Bergsee liegt auf dem Gemeindegebiet von Anniviers am Fusse der Sasseneire und wird vom Bächlein Torrent de Lona gespiesen. Am Ufer vorbei führt ein Saumpfad zum Pas de Lona, einem Passübergang zwischen dem Val d’Anniviers und dem Val d’Hérens.